# Лешемия, Эликсан
Эликсан Лешемия (фр. Elixane Lechemia; род. 3 сентября 1991, Вийёрбан) — французская профессиональная теннисистка. Победительница одного турнира WTA и одного турнира WTA 125 в парном разряде; победительница 19 турниров ITF (4 — в одиночном разряде).

## Общая информация
Родилась 3 сентября 1991 года в Вийёрбане, во Франции.

## Спортивная карьера
В 2010—2016 годах стала победительницей четырёх турниров ITF в одиночном разряде.
И в 2009—2023 годах стала победительницей ещё одного турнира WTA 125 и пятнадцати турниров ITF в парном разряде.

### 2021—2022
В апреле 2021 года в Боготе (Колумбия) стала победительницей турнира WTA 250 Copa Colsanitas в парном разряде вместе с американкой Ингрид Нил, где в финале они победили пару Михаэла Бузарнеску и Анна-Лена Фридзам со счётом 6-3, 6-4.
В конце ноября 2022 года, в Монтевидео (Уругвай) стала финалисткой турнира WTA 125 в парном разряде вместе с американкой Куинн Глисон, где они в финале проиграли бразильянкам Луизе Стефани и Ингрид Мартинс со счётом 5-7, 7-6(8-6), [6:10].

### 2023—2024
В начале августа 2023 года стала финалисткой в парном разряде турнира категории WTA 250 Livesport Prague Open в Праге (Чехия) вместе с американкой Куинн Глисон, где они в финале проиграли паре Оксана Калашникова и Нао Хибино со счётом 7-6(7) 5-7 [3:10].
В середине августа 2023 года стала победительницей в парном разряде вместе с полячкой Катажиной Кава турнира WTA-125 в городе Гродзиск-Мазовецкий (Польша), где они в финале победили британок Майю Ламсден и Нейкту Бэйнс со счётом 6-3, 6-4.
В середине мая 2024 года вновь стала финалисткой в парном разряде вместе с бразильской теннисисткой Ингрид Мартинс турнира WTA-125 в Парме (Италия), где она в финале проиграла Анне Данилиной и Ирине Хромачёвой со счётом 1-6, 2-6.
В декабре 2024 года в Лиможе (Франция) дошла до четвертьфинала турнира WTA 125 Открытый чемпионат Лиможа в парном разряде вместе с испанкой Ивонной Кавалье Реймерс, где в четвертьфинале они проиграли паре Эрика Андреева и Селена Яничевич со счётом 4-6, 3-6.

## Итоговое место в рейтинге WTA по годам
| Год  | Одиночный рейтинг | Парный рейтинг |
| 2024 | —                 | 96             |
| 2023 | —                 | 95             |
| 2022 | —                 | 158            |
| 2021 | —                 | 82             |
| 2020 | 980               | 128            |
| 2019 | 939               | 121            |
| 2018 | 586               | 271            |
| 2017 | 435               | 520            |
| 2016 | 370               | 741            |
| 2015 | 695               | —              |
| 2014 | —                 | —              |
| 2013 | —                 | —              |
| 2012 | 595               | 521            |
| 2011 | 442               | 406            |
| 2010 | 455               | 446            |
| 2009 | 574               | 627            |
| 2008 | 856               | —              |

## Выступления на турнирах

### Финалы турнировWTAв парном разряде (2)

#### Победа (1)
| Легенда:                    |
| --------------------------- |
| Турниры Большого шлема (0)* |
| Олимпиада (0)               |
| Итоговый турнир WTA (0)     |
| WTA 1000 (0)                |
| WTA 500 (0)                 |
| WTA 250 (0+1)               |

| Титулы по покрытиям | Титулы по месту проведения матчей турнира |
| ------------------- | ----------------------------------------- |
| Хард (0+1)*         | Зал (0)                                   |
| Грунт (0)           | Зал (0)                                   |
| Трава (0)           | Открытый воздух (0+1)                     |
| Ковёр (0)           | Открытый воздух (0+1)                     |

* количество побед в одиночном разряде + количество побед в парном разряде.
| №  | Дата           | Турнир           | Покрытие | Партнёрша  | Соперницы в финале                   | Счёт    |
| 1. | 10 апреля 2021 | Богота, Колумбия | Грунт    | Ингрид Нил | Михаэла Бузарнеску Анна-Лена Фридзам | 6-3 6-4 |

#### Поражение (1)
| №  | Дата           | Турнир       | Покрытие | Партнёрша    | Соперницы в финале            | Счёт              |
| 1. | 7 августа 2023 | Прага, Чехия | Хард     | Куинн Глисон | Оксана Калашникова Нао Хибино | 7-6(7) 5-7 [3-10] |